# Eucidaris metularia
Oursin-mine
Espèce
Eucidaris metularia, l’Oursin-mine, est une espèce d'oursins tropicaux de la famille des Cidaridae.

## Répartition et habitat
Cet oursin typiquement tropical se trouve principalement dans l'ouest de l'océan Indien, notamment sur la côte est-africaine et de la mer Rouge à Madagascar. Cependant, on peut aussi le trouver épisodiquement jusque dans le Pacifique Ouest, notamment en Australie et en Nouvelle-Calédonie.

On rencontre cet oursin dans les écosystèmes coralliens, que ce soit sur les platiers, sur les récifs, sur les rochers ou dans les herbiers, entre 5 et 40 m de profondeur. Il vit caché dans ces trous ou des anfractuosités pendant la journée.

## Description

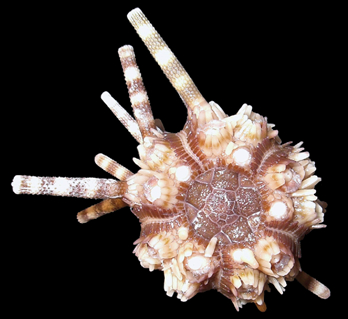
Test partiellement nettoyé.

C'est un petit oursin régulier, dont la coquille (appelée « test »), aplatie dorsalement, ne dépasse pas 3 cm. Celle-ci est protégée tout d'abord par des « radioles primaires » (les piquants les plus longs) clairsemées mais longues, épaisses et robustes, à la pointe émoussée et parfois terminée par une couronne, le plus souvent colorées de rouge strié de beige mais en général recouvertes d'épibiontes (algues, corallinales...) qui les font apparaître grises, surtout les plus anciennes (celles de la moitié inférieure). Elles sont implantées sur de gros tubercules perforés très protubérants, protégés par de petites radioles secondaires blanches ou rouges. Les ambulacres sont marqués par une raie blanche bordée de radioles secondaires brun-rouge. Le système apical (organes situés au sommet du test de l'animal, dont l'anus), large et pentagonal, est dépourvu de radioles primaires et très décoré de plaques à motifs géométriques rouges et blancs, mettant en évidence les cinq plaques génitales légèrement orangées et liserées de blanc,.

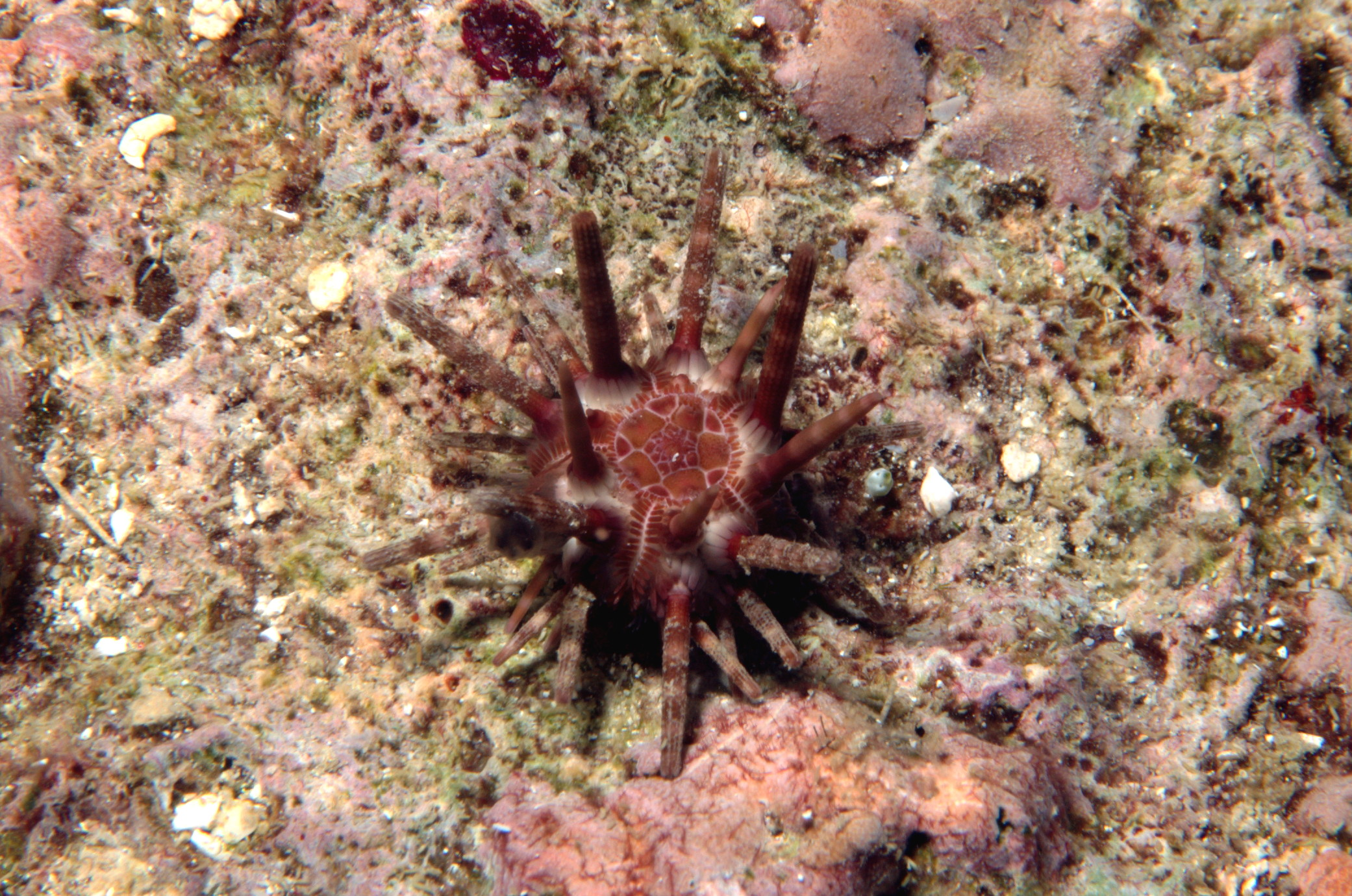

Avec ses piquants épais, Eucidaris metularia est typique des « oursins-crayons » : il peut être confondu avec ses congénères Phyllacanthus imperialis (moins coloré), Prionocidaris baculosa (test plus sombre et radioles couvertes d'épines secondaires), Heterocentrotus mammillatus (plus rouge, épines nues) et Heterocentrotus trigonarius (idem). Dans la plupart des cas, ses radioles courtes, tronquées et tubulaires sont bien caractéristiques et permettent de discriminer l'oursin-mine. 

## Écologie et comportement
De mœurs nocturnes, il sort de sa cachette à la tombée de la nuit pour se nourrir. C'est un brouteur omnivore et détritivore, qui se nourrit aussi bien d'algues que d'algues encroutantes, mais aussi occasionnellement d'éponges, de bryozoaires, d'ascidies, de charognes et de détritus. Il broie sa nourriture au moyen de sa mâchoire puissante appelée « lanterne d'Aristote ».
La reproduction est gonochorique, et mâles et femelles relâchent leurs gamètes en même temps en pleine eau, où œufs puis larves vont évoluer parmi le plancton pendant quelques semaines avant de se fixer.

## L'oursin mine et l'homme
Contrairement à la plupart de ses congénères, cet oursin ne présente pas de danger pour l'homme vu que ses piquants ne sont pas pointus. Par ailleurs sa taille, ses mœurs cryptiques et ses couleurs vives limitent les risques de marcher dessus par inadvertance. Il n'est d'aucune valeur commerciale, et ne semble consommé dans aucun pays de son aire de répartition.
Cet oursin doit son surnom à sa ressemblance avec une mine marine. Il arrive même que certains gros individus affolent les observateurs ignorants et provoque la mobilisation d'unités de déminage.
Cet animal a été utilisé en recherche scientifique pour évaluer l'utilisation de la technologie IRM pour l'étude de l'anatomie interne des animaux.

## Systématique
Le nom valide complet (avec auteur) de ce taxon est Eucidaris metularia (Lamarck, 1816).
L'espèce a été initialement classée dans le genre Cidarites sous le protonyme Cidarites metularia Lamarck, 1816.
Eucidaris metularia a pour synonymes :
- Cidaris (Dorocidaris) metularia (Lamarck, 1816)
- Cidaris (Eucidaris) metularia (Lamarck, 1816)
- Cidaris (Gymnocidaris) metularia (Lamarck, 1816)
- Cidaris mauri Lambert & Thiéry, 1910
- Cidaris metularia (Lamarck, 1816)
- Cidarites metularia Lamarck, 1816
- Gymnocidaris metularia (Lamarck, 1816)
- Gymnocidaris minor A. Agassiz, 1863